# Cihan Aktas
Cihan Aktas (en turco: Cihan Aktaş) es una escritora, investigadora y periodista turca.

## Biografía
Aktas nació el 15 de enero de 1960 en Refahiye, un pequeño pueblo en la provincia de Erzincan, Turquía. Su padre, Cemal Aktas, maestro de escuela pública y sindicalista, dirigía una librería en la ciudad, donde Aktas se enamoró de los libros desde temprana edad. Se graduó de la Escuela Secundaria de Educación Beşikdüzü en 1978 y se mudó a Estambul con su familia inmediatamente después, donde estudió arquitectura en la Universidad de Bellas Artes Mimar Sinan y se graduó en 1978.

## Carrera
Conocida por sus colecciones de cuentos, Aktas ha publicado más de cuarenta libros de ficción y no ficción, incluida su novela Write Long Letters To Me y su libro de comentarios The Poetry of the East: Iranian Cinema. Fue columnista de un periódico político en la década de 1980, enfocando sus trabajos de investigación y artículos sobre mujeres que experimentaron una transformación social traumática en Turquía; y ha publicado varios libros sobre temas como la explotación de la mujer, las políticas de género e identidad y el hiyab en el espacio público.
Ha sido descrita como una "feminista fuerte en un sentido minimalista" y su estilo literario como "ficción impresionista". Sus personajes femeninos "no dan concesiones sobre su identidad" y "por lo general ha llegado al clímax de un problema duradero". Sus novelas han sido descritas como un salto adelante dentro de la literatura turca, en la que tradicionalmente las mujeres eran el segundo o tercer personaje.

## Vida privada
Aktas es casada, tiene dos hijos y vive en Estambul. Su hermano es el también escritor y poeta Umit Aktas.